# Wiesen (Seßlach)
Wiesen  ist ein Gemeindeteil der oberfränkischen Stadt Seßlach im Landkreis Coburg.

## Geographie
Wiesen liegt etwa 14 Kilometer südwestlich von Coburg an einem Hang oberhalb der Rodach. Die Kreisstraße CO 9 von Heilgersdorf führt durch den Ort. Ortsbildprägend ist das gleichnamige Schloss, das auf einem Felsen steht. Wiesen ist Sitz einer mittelständischen Spedition.

## Geschichte
Die Erstnennung von Wiesen war 1231/33 mit „Helmbricus de wisen“ als Zeuge in einer Bamberger Urkunde. Der Kern des Dorfes ist das Schloss, das Teil eines Rittergutes war. Im 13. Jahrhundert war das Adelsgeschlecht derer von Wiesen Herr des Gutes. Um 1400 gelangte es in den Besitz derer von Lichtenstein.
Wiesen gehörte zum Hochstift Würzburg, das 1803 säkularisiert und zum größten Teil dem Kurfürstentum Bayern zugeschlagen wurde. Von Dezember 1806 bis 1814 gehörte Wiesen zum Großherzogtum Würzburg. Im Jahr 1818 wurde Wiesen Teil der politischen Gemeinde Heilgersdorf, wobei die Gemeinderechte unberührt blieben. 1862 erfolgte die Eingliederung Wiesens in das neu geschaffene bayerische Bezirksamt Ebern.
1818 wurde das Schloss vom Herrn von Lichtenstein senior an den Herrn von Bibra veräußert. 1822 kam es an Herrn von Lichtenstein junior zurück, der es 1829/30 an den Kämmerer von Pawel zu Geyersberg weiterverkaufte. Weitere Eigentümerwechsel folgten in den nächsten Jahrzehnten.
1830 bestand das Anwesen aus dem Schlossgebäude, einem Brau- und Brunnenhaus, drei Taglöhnerhäusern sowie mehreren Scheunen und Stallungen. In den vier Häusern lebten sechs Familien. Das Gut umfasste Grundstücke von 670 Morgen Fläche.
1875 zählte Wiesen, das zur Landgemeinde Heilgersdorf gehörte, 30 Einwohner und 11 Gebäude. Die Kinder gingen in Heilgersdorf zur Schule.
1925 hatte Wiesen 45 Einwohner und 4 Wohnhäuser. Zwischen 1936 und 1937 wurde das Rittergut mit 144,8 Hektar Fläche in den Gemarkungen Heilgersdorf und Seßlach aufgeteilt. Dadurch entstanden in Wiesen zwei Neusiedlerstellen für Bauern aus der Rhön, die aufgrund der Einrichtung des Truppenübungsplatzes Wildflecken umgesiedelt wurden, sowie eine Landarbeiter- und eine Handwerkerstelle. Die Gutssiedlung wurde zu einem Weiler erweitert.
Am 1. Juli 1972 wurde der unterfränkische Landkreis Ebern aufgelöst. Seitdem gehört Wiesen zum Landkreis Coburg. Im Zuge der bayerischen Gebietsreform verlor Heilgersdorf am 1. Mai 1978 seine Selbstständigkeit als Gemeinde. Wiesen wurde ein Gemeindeteil der Stadt Seßlach.
Im Jahr 1987 hatte das Dorf 27 Einwohner und 6 Wohnhäuser mit 10 Wohnungen. Wiesen gehört zum Kirchensprengel der evangelisch-lutherischen Pfarrkirche in Heilgersdorf.

## Einwohnerentwicklung
| Jahr | Einwohnerzahl |
| ---- | ------------- |
| 1875 | 30            |
| 1900 | 24            |
| 1925 | 45            |
| 1950 | 57            |
| 1970 | 34            |
| 1987 | 27            |
| 2015 | 250.          |
| 2025 | 55            |

## Sehenswürdigkeiten
In der Liste der Baudenkmäler in Wiesen sind drei Baudenkmäler aufgeführt.